# Gierek (film)
Gierek – polski film fabularny z 2022 roku w reżyserii Michała Węgrzyna.
Zdjęcia do filmu rozpoczęły się 27 lipca 2020 roku i powstały w Dąbrowie Górniczej (Pałac Kultury Zagłębia), Gdańsku, Katowicach, Ustroniu (willa Jerzego Ziętka, gdzie zorganizowano Dom Pracy Twórczej Architektów SARP Katowice przy ul. Zielonej 1), Warszawie, Zawierciu (basen przy ul. Glinianej, Miejski Ośrodek Kultury, ulice: Huldczyńskiego i Senatorska, blok przy ul. Wschodniej 2).
Początkowo premierę filmu wyznaczono na 15 października 2021 roku, jednak datę zmieniono na 21 stycznia 2022 roku.

## Fabuła
Sekrety i tajemnice Edwarda Gierka (Michał Koterski) – I sekretarza KC PZPR. Film z przełomową historią Polski w tle, którego akcja toczy się w latach 1970–1982, od momentu przejęcia funkcji I sekretarza KC PZPR, do końca jego internowania.

## Obsada
- Michał Koterski − Edward Gierek
- Sebastian Stankiewicz − Maślak
- Antoni Pawlicki − Generał Roztocki
- Rafał Zawierucha − Filip
- Małgorzata Kożuchowska − Stanisława Gierek
- Agnieszka Więdłocha − Marzena
- Damian Bajorek − Wasiak
- Ewa Ziętek − Paulina
- Zbigniew Kozłowski − Dygnitarz
- Konrad Makowski − Dygnitarz
- Philippe Tłokiński − Piere Lavale
- Waldemar Węgrzyn − Adaś
- Cezary Żak − Leonid Breżniew
- Kamil Bajorek − Ubek
- Jan Frycz − Prymas Stefan Wyszyński
- Aleksander Mackiewicz − Ubek
- Anna Haba − Sąsiadka
- Konrad Marszałek − Oficer LWP
- Krzysztof Tyniec − Generał KGB
- Piotr Tołoczko − Milicjant
- Nicole Bogdanowicz − Sekretarka Ryba
- Dominika Gwit − Sekretarka
- Piotr Więcławski − Ambasador ZSRR
- Klaudia Halejcio − Sekretarka Ryba
- Bartłomiej Pietraszewski − Pijak
- Mikołaj Roznerski − Stoczniowiec
- Jakub Węgrzyn − Kapitan MO
- Cezary Łukaszewicz − Literat
- Michał Chorosiński − Literat
- Wojciech Zygmunt − Literat
- Piotr Witkowski − Oldman
- Lech Sołuba − Władysław Gomułka
- Rafał Woś − Ekonomista
- Jakub Józefowicz − Działacz ZSMP
- Adrian Salamon − Robotnik
- Paweł Krok − Stoczniowiec
- Jan Pyrek − Syn Filipa
- Dariusz Zbytniewski − Prezydent Stanów Zjednoczonych Gerald Ford
- Amelia Radecka − Bufetowa
- Jakub Świderski − Wygoda
- Natalia Lesz − Stella
- Weronika Cendrowska − Tłumaczka języka francuskiego
- Krzysztof Tyszowiecki − prezydent Francji
- Grzegorz Zioła − John Goodman
- Sebastian Wątroba − Profesor
- Jacek Bagiński − Robotnik
- Zbigniew Ratkiewicz − Rosjanin
- Łukasz Sitnicki − Ekonomista
- Marianna Januszewicz − Paulina w młodości
- Maciej Zakościelny − profesor-generał Kaliciak

## Muzyka
Autorem muzyki do filmu jest Maciej Zieliński, a promujący produkcję utwór pt. Gdybyśmy (muz. M. Kuczewski, N. Lesz, sł. M. Milcke, N. Lesz) nagrała występująca również w „Gierku” Natalia Lesz. W serwisie YouTube, w tydzień, teledysk do piosenki został odtworzony ponad 380 tysięcy razy.